# Pilularia americana
Pilularia americana är en klöverbräkenväxtart som beskrevs av Addison Brown. Pilularia americana ingår i släktet Pilularia och familjen Marsileaceae.
IUCN kategoriserar arten globalt med kunskapsbrist (DD). Inga underarter finns listade.